# Tout feu, tout flamme (film, 1953)
 (juillet 2020).
Pour plus de détails, voir Fiche technique et Distribution.
Tout feu, tout flamme (Wild Over You en anglais) est un cartoon américain Looney Tunes de 1953 réalisé par Chuck Jones mettant en scène Pépé le putois. 